# TV-året 1999

## Händelser

### Februari
- 9 februari - Våldsskildringsrådet i Sverige fastslår i sin granskning av TV-kanaler att våld förekommer alltmer i sex svenska TV-kanaler, med 46 timmar i veckan blir det sex timmar fler än 1995.[1]

### Mars
- 15 mars - Premiär för SVT24.

### April
- April - Sveriges Television AB startar marksänd digital-tv i Sverige i TV-kanalerna SVT1, SVT2 och nystartade SVT24.
- 23 april - Serbiska TV:s byggnad i Belgrad har blivit utbombad av NATO under Kosovokriget.[1]

### Maj
- 29 maj -  Charlotte Nilsson vinner Eurovision Song Contest med låten Take Me to Your Heaven, och det blir Sverige som får arrangera tävlingen kommande år.

### September
- 1 september - TV 4 börjar sända i det svenska digitala marknätet i Sverige.
- 28 september - Oroligheter råder på SVT inför sammanslagningen av nyhetsverksamheten. Aktuellt och Rapport kan slås ihop kommande år. 200 jobb skall bort.[1]

### Oktober
- 25 oktober - Lars Weiss, tilltänkt VD för SVT, begär betänketid då två styrelseledamöter reserverat sig mot hans förordnande sedan det kommit fram att han ägnat sig åt skatteplanering och förknippats med en skalbolagsaffär.[2]
- 25 oktober - Lars Weiss beslutar att inte tillträda som VD för SVT efter kritik från ledande politikerhåll.[2]

### December
- 6 december - SVT:s styrelse beslutar om ny nyhetsorganisation från år 2000, med sammanslagen nyhetsdesk för Aktuellt, Rapport, SVT 24 och Sportnytt [3].

## TV-program

### Sveriges Television
- 21 januari – Seriestart för komediserien Sally av Ulf Malmros med Maria Lundqvist i titelrollen.
- 23 januari – Premiär för barn- och ungdomsserien Eva & Adam med Ellen Fjæstad och Carl-Robert Holmer-Kårell i titelrollerna.
- 27 februari – Melodifestivalen 1999 vinns av Charlotte Nilsson med låten Tusen och en natt.
- 25 juni – Sonya till sist, en musikalisk hyllning till Sonya Hedenbratt, hennes avskedsföreställning från Lorensbergsteatern i Göteborg.
- 14 oktober – Amerikanska dramaserien Ensamma hemma.
- 1 december – Årets julkalender är Julens hjältar.[4]

### TV4
- 7 april – Tre kronor avslutas för gott med en stor explosion; totalt sedan starten blev det 123 avsnitt.
- 5 juni – Leif "Loket" Olsson lämnar programmet Bingolotto. Lasse Kronér tar över som programledare.

## Mest sedda program
| Program                                   | Tittare   | Kanal | Datum       | Ref   |
| Kalle Anka och hans vänner önskar god jul | 4 165 000 | SVT1  | 24 december | [ 5 ] |
| Melodifestivalen 1999                     | 3 210 000 | SVT2  | 27 februari | [ 5 ] |
| Så ska det låta                           | 3 095 000 | SVT2  | 10 december | [ 5 ] |
| Reuter & Skoog                            | 3 025 000 | SVT2  | 5 december  | [ 5 ] |
| Eurovision Song Contest                   | 2 885 000 | SVT2  | 29 maj      | [ 5 ] |
| Expedition Robinson                       | 2 850 000 | SVT2  | 18 december | [ 5 ] |
| Svensson, Svensson                        | 2 740 000 | SVT2  | 25 december | [ 5 ] |
| På spåret                                 | 2 570 000 | SVT2  | 19 november | [ 5 ] |
| Sunes sommar                              | 2 290 000 | SVT2  | 9 januari   | [ 5 ] |
| Jävla Kajsa                               | 2 205 000 | SVT2  | 24 oktober  | [ 5 ] |

## Avlidna
- 7 februari – Lars Molin, 56, svensk författare, dramatiker och regissör.
- 16 februari – Pia Rydwall, 65, svensk skådespelare.
- 18 februari – Olle Nordemar, 84, svensk filmproducent, fotograf, regissör och manusförfattare.
- 22 februari – Stellan Sundahl, 52, svensk komiker, skådespelare och programledare.
- 22 maj – Bosse Rehnberg, 52, svensk TV- och radioproducent.
- 6 juni – Berta Hall, 89, svensk skådespelare.
- 17 juni – Betty Tuvén, 71, svensk skådespelare.
- 11 juli – Lasse Lindroth, 26, svensk författare, skådespelare och ståupkomiker.
- 11 november – Ria Wägner, 85, svensk författare och programledare.
- 13 november – Nisse Peters, 67, svensk skådespelare och revyartist (Jubel i busken, Låt hjärtat va me).
- 8 december – Ernst Günther, 66, svensk skådespelare och regissör.

### Fotnoter
1. 1 2 3   När Var Hur 2000. Forum
2. 1 2   När Var Hur 2001. DN
3. ↑  Sverige 1900-talet, NE, Bra Böcker, 2000
4. ↑  ”Jultradition”. Arkiverad från originalet den 25 april 2012. https://web.archive.org/web/20120425112719/http://www.jultradition.se/tv.htm. Läst 26 mars 2011.
5. 1 2 3 4 5 6 7 8 9 10  "Årsrapport 1999" Arkiverad 6 januari 2014 hämtat från the Wayback Machine.. MMS.se. Läst 24 augusti 2013.